# Урда-де-Жос
Урда-де-Жос (рум. Urda de Jos) — село у повіті Горж в Румунії. Входить до складу комуни Крушец.
Село розташоване на відстані 197 км на захід від Бухареста, 52 км на південний схід від Тиргу-Жіу, 37 км на північний захід від Крайови.

## Населення
За даними перепису населення 2002 року у селі проживали 297 осіб, усі — румуни. Усі жителі села рідною мовою назвали румунську.